# Фролов, Евгений Николаевич (российский футболист)
Евгений Николаевич Фролов (род. 29 января 1986, Липецк) — российский футболист, полузащитник, защитник.

## Биография
Воспитанник ДЮСШ «Металлург» Липецк, первый тренер Александр Болдырев. С 2002 года играл за вторую команду в первенстве КФК. В составе «Металлурга» дебютировал в 2005 году, провёл 20 матчей в первом дивизионе. С 2006 года играл во втором дивизионе / первенстве ПФЛ за «Металлург» (2006—2008), ФК «Елец» (2009), «Спартак» Тамбов (2009), «Локомотив» Лиски (2010), «Металлург» (с сезона 2011/12). Капитан команды, победитель группы 3 первенства ПФЛ 2020/21.